# Pa de pernil
El pa de pernil (en castellà: pan de jamón) és un pa farcit de pernil, panses i olives verdes farcides de pebrot vermell. És una menja típica de Veneçuela que forma part de la gastronomia nadalenca del país. Hi poden haver algunes variants en els ingredients, com amb pernil de gall dindi i formatge crema, i s'ha creat una alternativa al pa emprant massa de pasta de full. Aquest pa és una creació veneçolana de començaments del segle xx el consum i fabricació del qual a poc a poc es va anar convertint en un costum nadalenc.

## Història
Segons Miro Popić, periodista i columnista veneçolà especialitzat en gastronomia, la recepta del pa de pernil és atribuïda a Gustavo Ramella, propietari d'un forn de pa ubicat la ciutat de Caracas, el desembre de 1905. Segons sembla, en aquell temps sols duia pernil com a farcit. La seva ràpida acceptació va provocar que altres fleques conegudes, com la de Montalban i Banchs l'incorporessin i comencessin a elaborar-lo, afegint-li aquest últim les panses. A la dècada del 1920 ja existien varietats amb altres ingredients com ara ametlles, nous o tàperes. Posteriorment, gràcies a la seva acceptació i qualitat, el consum es va anar expandint per tot el territori nacional, especialment durant les festes nadalenques.